# Pallavolo ai XV Giochi dei piccoli stati d'Europa - Convocazioni al torneo maschile
Elenco dei giocatori convocate per i XV Giochi i piccoli stati d'Europa.

## Cipro
| N° | Nome                      | Ruolo | Data di nascita  | Squadra     |
| -- | ------------------------- | ----- | ---------------- | ----------- |
| -  | Kostas Delikostas         | All   | -                | -           |
| 4  | Savvas Savva              | P     | 28 gennaio 1980  | Omonia      |
| 5  | Nikos Kola                | S     | 27 agosto 1982   | Karavas     |
| 6  | Konstantinos Pafitis      | C     | 11 dicembre 1986 | Nea Salamis |
| 7  | Gabriel Georgiou          | S/O   | 23 gennaio 1989  | Anorthōsīs  |
| 10 | Ioannis Kontos            | S     | 16 aprile 1987   | Anorthōsīs  |
| 11 | Achilleas Petrakidis      | S/O   | 12 agosto 1984   | Nea Salamis |
| 12 | Aggelos Alexiou           | C     | 4 febbraio 1987  | Omonia      |
| 13 | Anthimos Economides       | P     | 25 gennaio 1985  | Anorthōsīs  |
| 14 | Georgios Chrysostomou     | C     | 26 novembre 1987 | Anorthōsīs  |
| 15 | Marinos Papachristodoulou | L     | 11 novembre 1983 | Pafiakos    |
| 17 | Nikolas Charalampidīs     | L     | 26 novembre 1983 | Anorthōsīs  |
| 18 | Georgios Moschovakis      | S     | 7 aprile 1994    | Nea Salamis |

## Islanda
| N° | Nome                   | Ruolo | Data di nascita   | Squadra             |
| -- | ---------------------- | ----- | ----------------- | ------------------- |
| -  | Apostol Apostolov      | All   | -                 | -                   |
| 1  | Filip Szewczyk         | -     | 17 gennaio 1978   | KA Akureyri         |
| 2  | Kjartan Grétarsson     | C     | 23 agosto 1982    | Þróttur             |
| 3  | Valgeir Valgeirsson    | S     | 30 agosto 1988    | Þróttur Neskaupstað |
| 4  | Kristján Valdimarsson  | S/O   | 15 febbraio 1989  | Marienlyst          |
| 5  | Reynir Árnason         | L     | 4 agosto 1988     | Afturelding         |
| 7  | Alexander Stefánsson   | C     | 5 dicembre 1990   | HK Kópavogur        |
| 8  | Hafsteinn Valdimarsson | C     | 15 febbraio 1989  | Marienlyst          |
| 9  | Orri Jónsson           | S/O   | 16 maggio 1991    | HK Kópavogur        |
| 11 | Róbert Hlöðversson     | S/O   | 12 ottobre 1978   | Stjarnan            |
| 12 | Halldór Kárason        | L     | 25 aprile 1979    | Þróttur             |
| 13 | Lúðvík Matthíasson     | P     | 2 settembre 1996  | HK Kópavogur        |
| 15 | Theódór Þorvalsson     | C     | 19 settembre 1997 | HK Kópavogur        |

## Lussemburgo
| N° | Nome              | Ruolo | Data di nascita  | Squadra       |
| -- | ----------------- | ----- | ---------------- | ------------- |
| -  | Burkhard Disch    | All   | -                | -             |
| 1  | Dominik Husi      | L     | 4 gennaio 1985   | Einsiedeln    |
| 2  | Olivier De Castro | L     | 20 febbraio 1987 | Fentange      |
| 4  | Kamil Rychlicki   | S     | 1º novembre 1996 | Strassen      |
| 5  | Arnaud Maroldt    | S/O   | 30 giugno 1987   | CHEV          |
| 6  | Gilles Braas      | P     | 17 marzo 1992    | Coburger      |
| 7  | Jan Lux           | C     | 21 giugno 1984   | Bartréng      |
| 8  | Ralf Lentz        | C     | 2 febbraio 1981  | Strassen      |
| 10 | Juan Pablo Stutz  | S     | 18 agosto 1983   | Strassen      |
| 11 | Tim Laevaert      | S     | 25 gennaio 1987  | CHEV          |
| 14 | Chris Zuidberg    | C     | 2 settembre 1994 | Lorentzweiler |
| 15 | Franisek Vosahlo  | S/O   | 24 luglio 1989   | Strassen      |
| 17 | Max Funk          | P     | 27 luglio 1996   | Strassen      |

## Monaco
| N° | Nome                | Ruolo | Data di nascita  | Squadra |
| -- | ------------------- | ----- | ---------------- | ------- |
| -  | Dragan Pezelj       | All   | -                | -       |
| 1  | Nicolas Bruzzo      | C     | 5 gennaio 1985   | Monaco  |
| 2  | Gilles Brillant     | -     | 25 agosto 1975   | Monaco  |
| 4  | Dragan Pezelj       | P     | 22 febbraio 1967 | Monaco  |
| 7  | Mathieu Orszulak    | P     | 26 giugno 1989   | Monaco  |
| 8  | Axel Le Meur        | L     | 17 giugno 1967   | Monaco  |
| 10 | Christophe Ulivieri | S     | 13 dicembre 1980 | Monaco  |
| 12 | Franck Gopcević     | S     | 5 ottobre 1985   | Monaco  |
| 13 | Julien Corsini      | S/O   | 13 giugno 1985   | Monaco  |
| 14 | Pascal Ferry        | S/O   | 26 febbraio 1988 | Monaco  |
| 16 | Hugues Cabochette   | C     | 25 aprile 1971   | Monaco  |
| 18 | Olivier Lorenzi     | -     | 8 aprile 1985    | Monaco  |

## San Marino
| N° | Nome               | Ruolo | Data di nascita  | Squadra        |
| -- | ------------------ | ----- | ---------------- | -------------- |
| -  | Stefano Maestri    | All   | -                | -              |
| 2  | Marco Rondelli     | P     | 6 luglio 1994    | Beach & Park   |
| 3  | Luca Mularoni      | S/O   | 6 luglio 1973    | Beach & Park   |
| 6  | Alessandro Gennari | L     | 16 febbraio 1988 | Beach & Park   |
| 8  | Ivo Valentini      | S     | 30 giugno 1990   | San Marino     |
| 9  | Fausto Piscaglia   | C     | 28 gennaio 1973  | Beach & Park   |
| 10 | Lorenzo Benvenuti  | S     | 8 luglio 1994    | Beach & Park   |
| 11 | Luca Venturini     | S     | 11 dicembre 1992 | Olympia Voltri |
| 12 | Luca Pucci         | P     | 14 ottobre 1988  | Beach & Park   |
| 13 | Giuliano Vanucci   | C     | 26 giugno 1990   | Beach & Park   |
| 14 | Andrea Lazzarini   | S     | 28 maggio 1990   | Beach & Park   |
| 15 | Francesco Tabarini | S     | 19 marzo 1983    | Beach & Park   |
| 18 | Matteo Zonzini     | C     | 4 settembre 1989 | Beach & Park   |